# 三重幫
三重幫是一個台灣商幫，主要以三重林家為中心，是大臺北著名的傳統地方派系，且在新北市三重區及蘆洲區一帶非常知名。現在的三重幫，是指三重林家的林堉琪、林堉璘、林榮三三兄弟所建立起來的三個企業集團，陳兩傳家族的幸福水泥集團，三重世家蔡詩祥與蔡勝邦父子經營的吉安得建設集團，蘆洲陳萬富家族的國順建設集團等，所結合而成的龐大政商集團。

## 歷史
起源自林建生家族。林建生在蘆洲區經營碾米廠，購置了多筆土地。其次女陳林滿，嫁給蘆洲陳家班陳萬富。陳萬富創立國順建設，曾任台北縣議會議長和蘆洲鄉長。陳萬富與林滿之次女陳雪鳳嫁予板橋仕紳劉順天三子劉炳華，陳萬富與板橋劉家結為姻親，於是板橋海山集團劉家亦被納入三重幫旗下。
五女林盡，自幼作為童養媳送入陳家嫁予翻砂石工人陳安，其子陳政忠創立宏福集團。
林建生之子林堉琪、林堉璘、林榮三於1975年創設宏國關係事業。
林建生的姪子林來進先後迎娶大慶集團莊隆文的姑母以及幸福集團陳兩傳的姊姊，又與陳兩傳共同創辦幸福建設，將大慶與幸福兩個集團與三重幫結合。林來進曾任台北縣議員。
林建生家族與當地蔡氏家族為世交，蔡氏家族代表人物為蔡詩祥與蔡勝邦。
以地緣關係，三重幫中還有李炳盛、李玉泉等政治人物。

## 集團分布

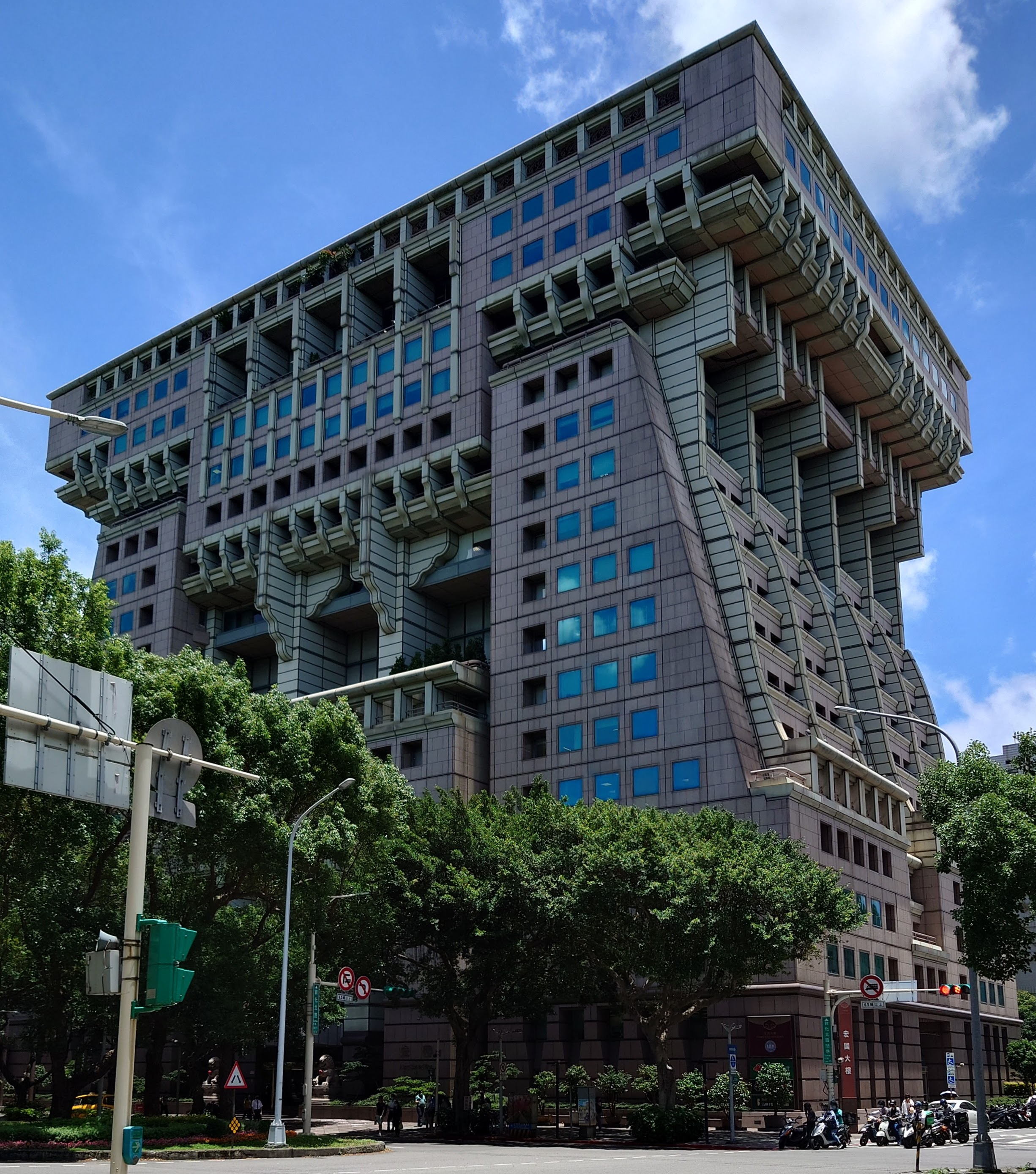
宏國大樓

三重幫除了有林家班的五大財團外，在其後更活躍於政壇與教育界，目前僅有宏泰集團與聯邦企業集團頗為人所知。宏福集團在陳政忠接掌後泡沫化。
- 宏國關係事業（以林堉琪為首，因其早逝，而由其妻林謝罕見〔前國民大會議長謝隆盛之姊〕繼承）
  - 台北希爾頓大飯店（現為台北凱撒大飯店）
  - 台北新板希爾頓酒店
  - 宏國建設
  - 宏國木業
  - 鴻固營造
  - 德霖技術學院（註：2017年8月1號改名：宏國德霖科技大學）
  - 宏昌影視

- 宏泰集團（以林堉璘為首）
  - 宏泰建設
  - 堉寶建設
  - 堉群建設
  - 忠泰建設
  - 宏盛建設
  - 宏泰人壽
  - 群益投信
  - 群益金鼎證券

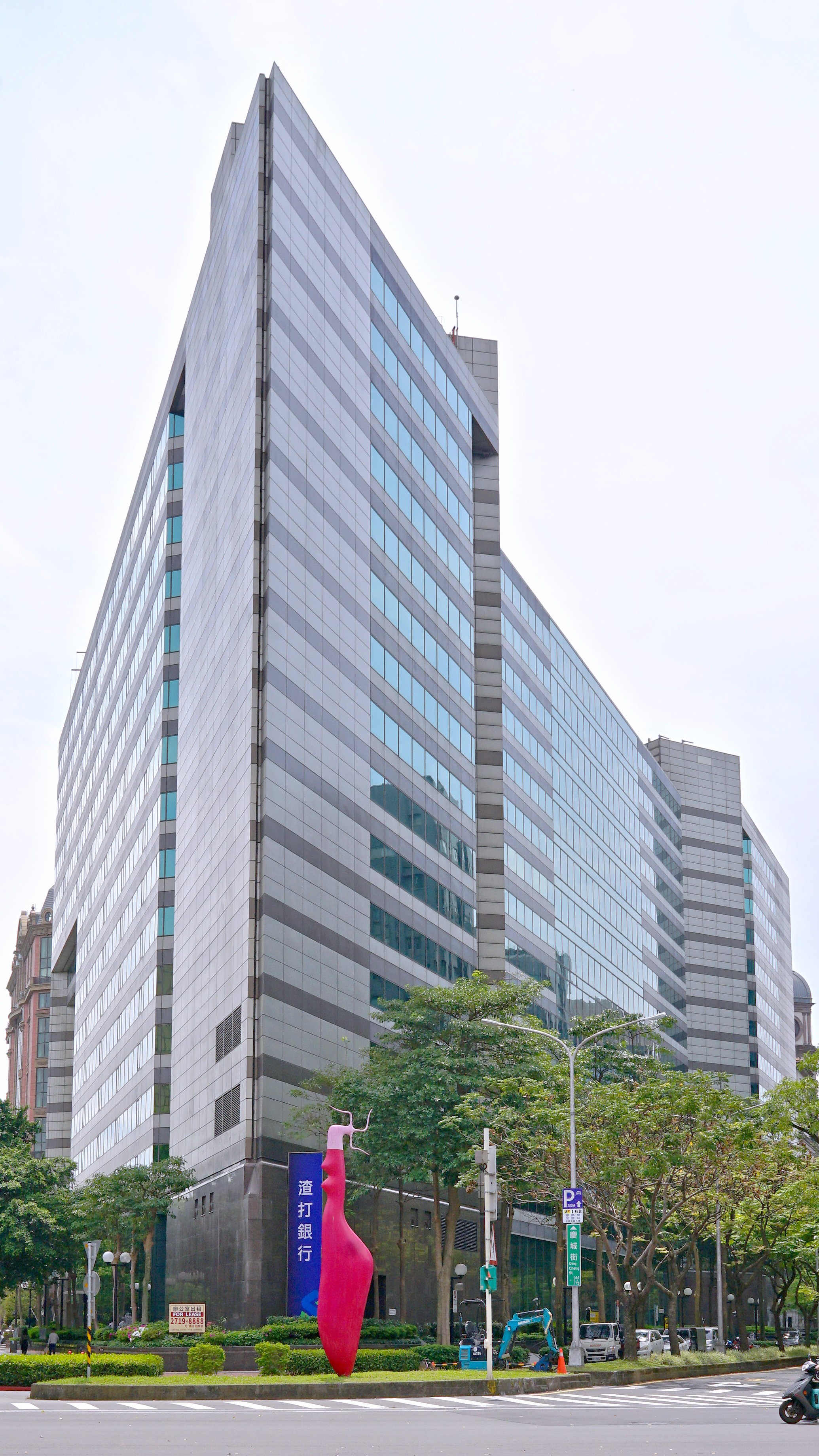
宏泰世界大樓

  - 安泰商業銀行（目前由私募基金The Longreach Group集團經營）
  - 公益信託控股公司

- 聯邦企業集團（以林榮三為首）
  - 聯邦商業銀行
  - 自由時報（林榮三接手後崛起）
  - 瓏山林企業（原聯邦建設）
  - 瓏山林飯店
  - 萊爾富
  - 正邦建設

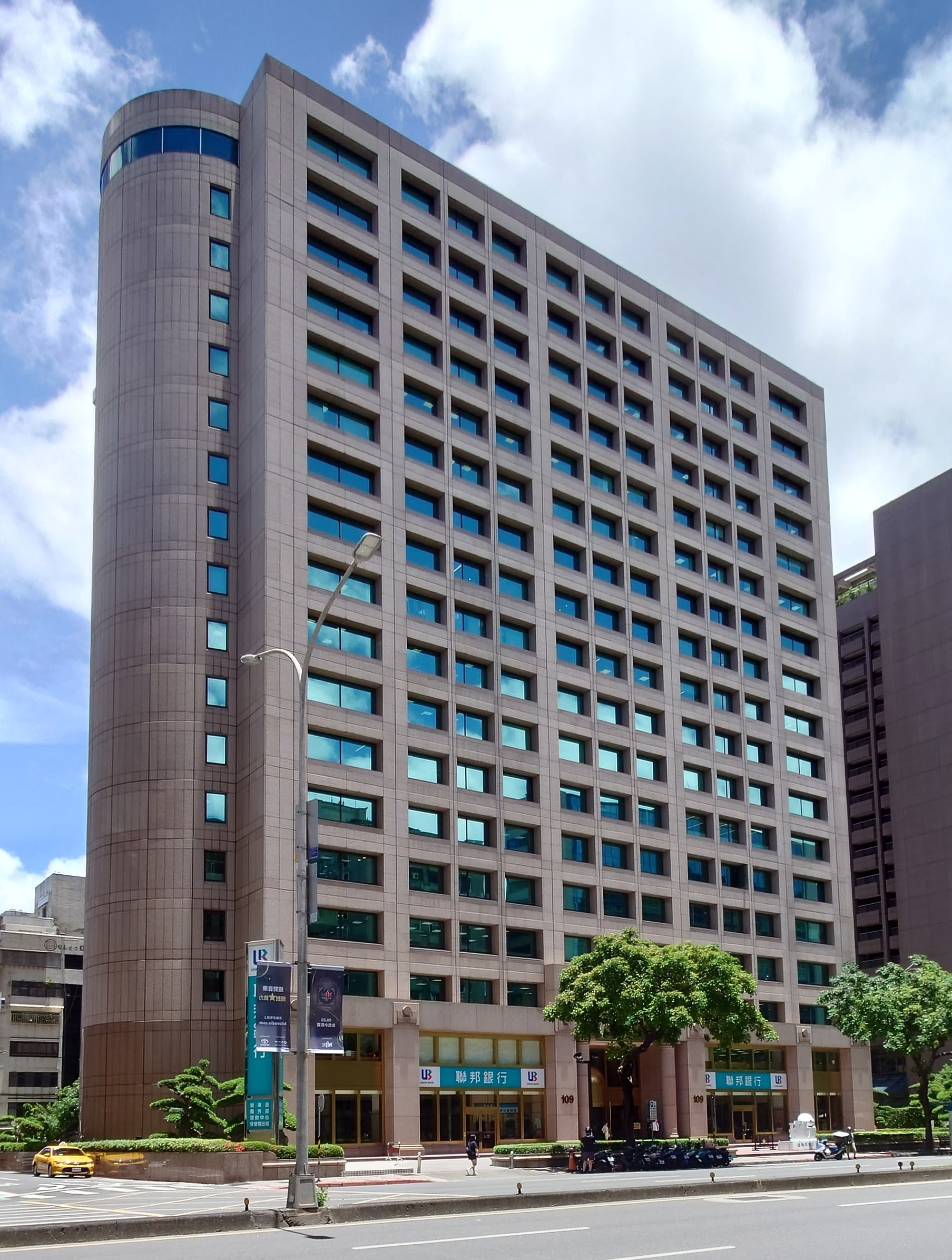
聯邦企業大樓

- 海山集團（以板橋劉順天家族之子劉炳華為首，娶陳萬富之女陳雪鳳）
  - 板信商業銀行
  - 海山大地建設
  - 海城建設

- 宏福集團（以陳政忠為首）
  - 自立晚報（2000年因金融風暴事件退出營運，目前易手他人）
  - 宏福建設
  - 幸福人壽
  - 宏福公羊
  - 宏福證券
  - 宏福人壽
  - 宏福票券

## 外部連結
- 政商兩棲的紅人——林榮三（页面存档备份，存于）
- 林堉璘與他的宏泰建設集團（页面存档备份，存于）
- 宏國集團財務吃緊 林鴻明：遺憾中聯被接管（页面存档备份，存于）
- 基層政治：台北縣三重市的地方派系生態（页面存档备份，存于）